# NS 5100
De serie NS 5100 was een serie tenderlocomotieven van de Nederlandse Spoorwegen (NS) en diens voorganger Hollandsche IJzeren Spoorweg-Maatschappij (HSM).
In aanvulling op de "acht en een halvers" 43-60 met losse tenders bestelde de HSM in 1873 twee grotendeels overeenkomende tenderlocomotieven 61-62, welke in 1874 in dienst werden gesteld. De vuurkist, ketel, rookkast en de aandrijving kwamen overeen met de locomotieven met losse tenders. Het frame was een stuk langer om meer ruimte voor de kap te bieden. Daarnaast vielen uiteraard de waterbakken aan weerszijden van de vuurkist op. De kolen werden in een bak tegen de achterwand van de kap geborgen. Evenals de 43-60 bedroeg de maximum stoomspanning 8,5 atmosfeer.
De 61-62 werden voornamelijk gebruikt voor personentreinen tussen Arnhem en De Vork en in het Gooi. Na 1890 werden zij ook voor rangeerwerk gebruikt.
Bij de samenvoeging van het materieelpark van de HSM en de SS in 1921 kregen de locomotieven van deze serie de NS-nummers 5101-5102. De bij de HSM gebruikte namen Thetis en Ulysses bleven bij de NS gehandhaafd. In 1927 werd de 5101 afgevoerd, gevolgd door de 5102 in 1928.
| Fabrieksnummer Borsig | HSM nummer | Naam    | NS nummer | In dienst | Uit dienst | Bijzonderheden |
| --------------------- | ---------- | ------- | --------- | --------- | ---------- | -------------- |
| 3236                  | 61         | Thetis  | 5101      | 1874      | 1927       |                |
| 3237                  | 62         | Ulysses | 5102      | 1874      | 1928       |                |